# Clérey-la-Côte
Clérey-la-Côte est une commune française située dans le département des Vosges, en région Grand Est.
Ses habitants sont appelés les Cléricostiens.

## Géographie

### Localisation
Clérey-la-Côte se situe au nord-ouest du département des Vosges, précisément à la frontière avec la Meuse et la Meurthe-et-Moselle, comme en témoigne le Site des 3 bornes situé dans la forêt. C’est curieusement le seul endroit où trois départements lorrains se côtoient.
Le village fait partie du canton de Coussey, dans une région rendue célèbre par Jeanne d’Arc puisqu’il est à 7 km de Domrémy-la-Pucelle. Il est aussi à 55 km de Nancy par Colombey-les-Belles, et à mi-chemin entre Toul et Neufchâteau. Le site gallo-romain de Grand se situe à 23 km.
|                |                | Mont-l'Étroit Meurthe-et-Moselle |
| Sauvigny Meuse | Clérey-la-Côte |                                  |
|                | Jubainville    | Ruppes                           |

### Géologie et relief
La commune se compose de 223,50 hectares de territoires agricoles (69,41 %) et 98,98 hectares de forêts et milieux semi-naturels (30,74 %).
Espaces naturels :
- Deux zones naturelles d'intérêt écologique, faunistique et floristique (Znieff) :

Gîtes à chiroptères à Mont-L'Étroit,
Côtes du Toulois.
De superficie modeste, la commune occupe une position à flanc de coteau exposée plein sud, sur une côte culminant à 427 mètres où s’ouvre un panorama unique sur la vallée. Elle fait partie des côtes de Meuse, considérées comme une véritable portion de Méditerranée en Lorraine, d’où la présence d’une faune et d’une flore parfois typiques du climat méditerranéen.
Ensuite, la forêt laisse place à des pelouses calcaires.
Des vergers de mirabelliers, pruniers, cerisiers, pommiers couvrent la colline, il reste également encore quelque vignes.
De nombreuses sources y prennent naissance, dont la source Saint Matthieu.

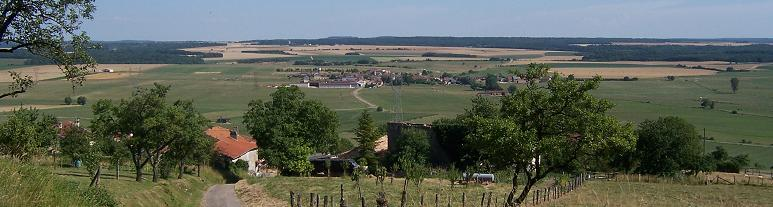
Vue depuis l’entrée du bois de Clérey-la-Côte.

### Hydrographie et les eaux souterraines
Hydrogéologie et climatologie : Système d’information pour la gestion des eaux souterraines du bassin Rhin-Meuse :
Territoire communal : Occupation du sol (Corinne Land Cover); Cours d'eau (BD Carthage),
Géologie : Carte géologique; Coupes géologiques et techniques,
 Hydrogéologie : Masses d'eau souterraine; BD Lisa; Cartes piézométriques.
La commune est située dans le bassin versant de la Meuse au sein du bassin Rhin-Meuse. Elle est drainée par la ruisseau la Rupe et le ruisseau de L Orge,.
La ruisseau la Rupe, d'une longueur totale de 12 km, prend sa source dans la commune d'Autreville et se jette dans la Meuse à Sauvigny, après avoir traversé cinq communes.

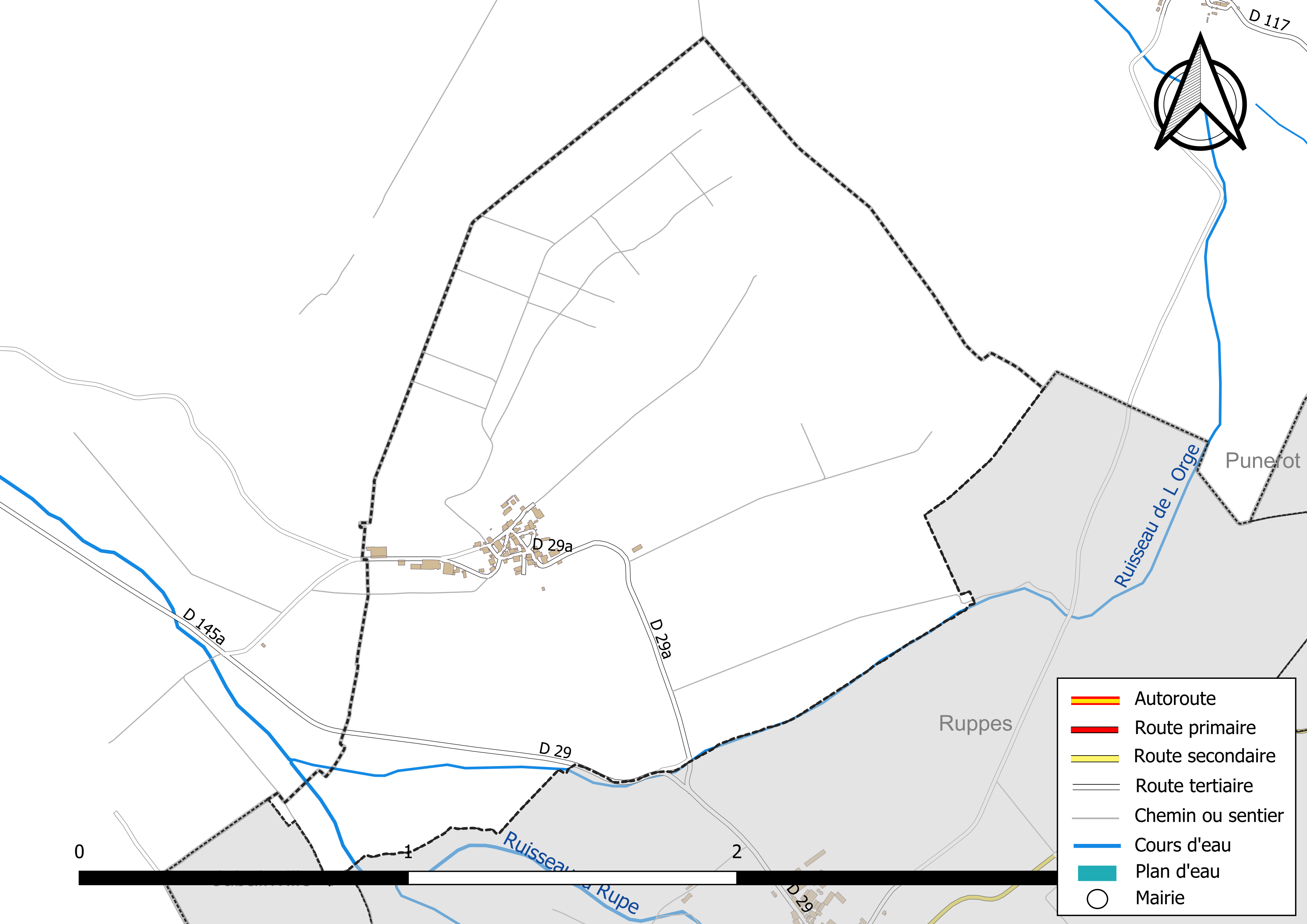
Réseaux hydrographique et routier de Clérey-la-Côte.

### Climat
Pour des articles plus généraux, voir Climat du Grand Est et Climat des Vosges.
En 2010, le climat de la commune est de type climat des marges montargnardes, selon une étude du Centre national de la recherche scientifique s'appuyant sur une série de données couvrant la période 1971-2000. En 2020, Météo-France publie une typologie des climats de la France métropolitaine dans laquelle la commune est exposée à un climat océanique altéré et est dans la région climatique  Lorraine, plateau de Langres, Morvan, caractérisée par un hiver rude (1,5 °C), des vents modérés et des brouillards fréquents en automne et hiver. 
Pour la période 1971-2000, la température annuelle moyenne est de 9,7 °C, avec une amplitude thermique annuelle de 16,6 °C. Le cumul annuel moyen de précipitations est de 952 mm, avec 13 jours de précipitations en janvier et 9,5 jours en juillet. Pour la période 1991-2020, la température moyenne annuelle observée sur la station météorologique de Météo-France la plus proche, « Rollainville », sur la commune de Rollainville à 14 km à vol d'oiseau, est de 10,3 °C et le cumul annuel moyen de précipitations est de 860,3 mm. 
La température maximale relevée sur cette station est de 39,6 °C, atteinte le 25 juillet 2019 ; la température minimale est de −18,2 °C, atteinte le 20 décembre 2009,,. 
Les paramètres climatiques de la commune ont été estimés pour le milieu du siècle (2041-2070) selon différents scénarios d'émission de gaz à effet de serre à partir des nouvelles projections climatiques de référence DRIAS-2020. Ils sont consultables sur un site dédié publié par Météo-France en novembre 2022.

## Urbanisme

### Typologie
Au 1er janvier 2024, Clérey-la-Côte est catégorisée commune rurale à habitat très dispersé, selon la nouvelle grille communale de densité à sept niveaux définie par l'Insee en 2022.
Elle est située hors unité urbaine. Par ailleurs la commune fait partie de l'aire d'attraction de Neufchâteau, dont elle est une commune de la couronne,. Cette aire, qui regroupe 72 communes, est catégorisée dans les aires de moins de 50 000 habitants,.

### Occupation des sols
L'occupation des sols de la commune, telle qu'elle ressort de la base de données européenne d’occupation biophysique des sols Corine Land Cover (CLC), est marquée par l'importance des territoires agricoles (69,5 % en 2018), une proportion identique à celle de 1990 (69,5 %). La répartition détaillée en 2018 est la suivante : 
prairies (59,8 %), forêts (17 %), milieux à végétation arbustive et/ou herbacée (13,4 %), zones agricoles hétérogènes (9,8 %). L'évolution de l’occupation des sols de la commune et de ses infrastructures peut être observée sur les différentes représentations cartographiques du territoire : la carte de Cassini (XVIIIe siècle), la carte d'état-major (1820-1866) et les cartes ou photos aériennes de l'IGN pour la période actuelle (1950 à aujourd'hui).

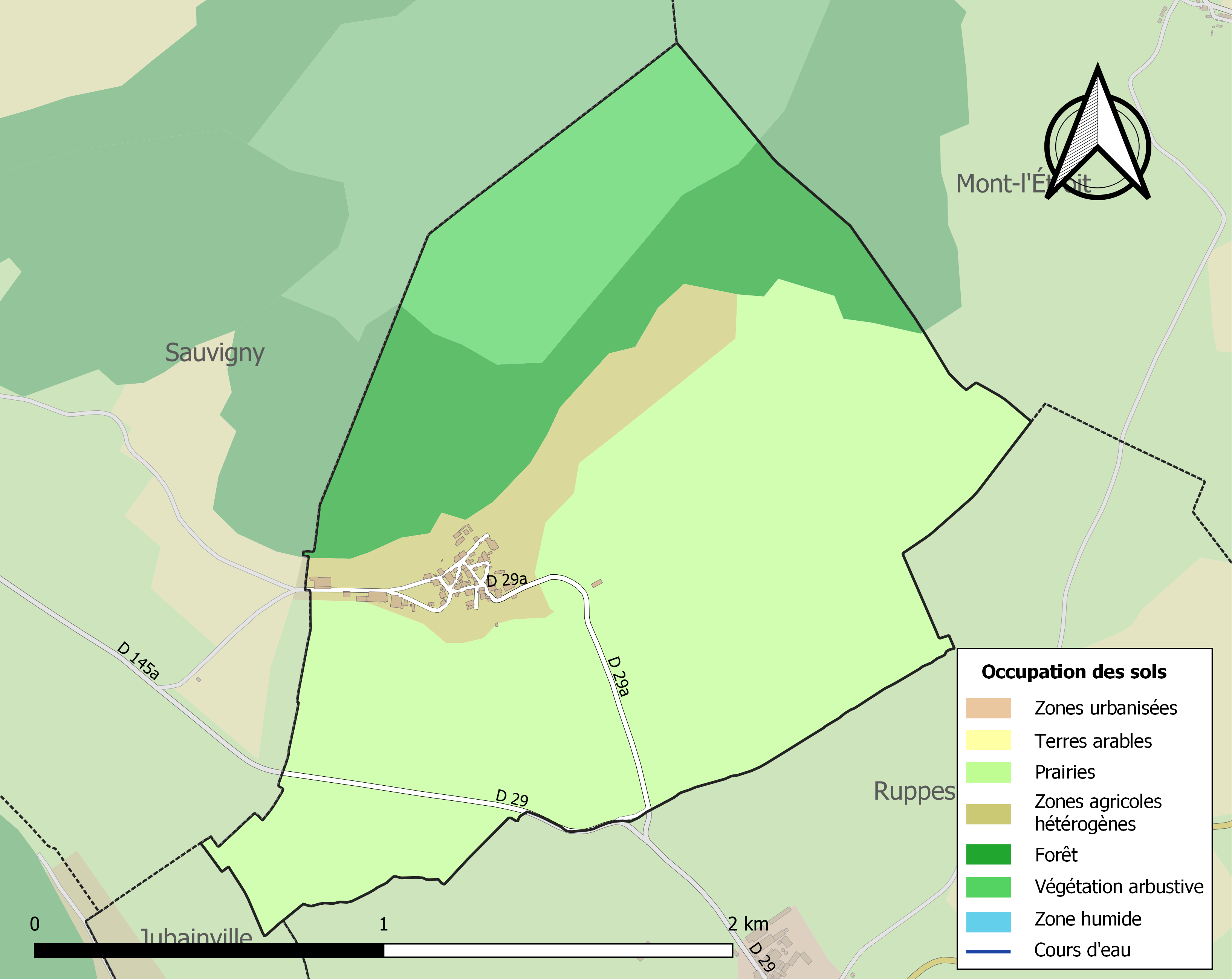
Carte des infrastructures et de l'occupation des sols de la commune en 2018 (CLC).

### Voies de communications et transports

#### Voies routières
- A31 (aussi appelée autoroute de Lorraine-Bourgogne). Échangeurs Colombey-les-Belle, Toul-Valcourt, Châtenois.

#### Transports en commun
- Fluo Grand Est.

#### Lignes SNCF
- Gare de Neufchâteau
- Gare de Toul
- Gare de Pagny-sur-Meuse

#### Transports aériens
- L'Aéroport d'Épinal-Mirecourt « Vosges Aéroport ».

À partir de l'été 2021, l’aéroport d’Épinal-Mirecourt est devenu le "pélicandrome" de la Zone Est et servira ainsi de base de ravitaillement et d’intervention pour les avions bombardiers d’eau connus sous le nom de Dash 8.
- Aéroport de Nancy-Essey.

## Toponymie
Clérey est attesté sous les formes Clarey (1387) ; De Clareyo (1402) ; Clairey (1546) ; Clarey la Coste (1630) ; Clairey-la-Coste ou Cleirey (1753). À rattacher à la racine clar, « surface plane ». Nom d'une ancienne propriété rurale devenu nom de famille héréditaire à partir du XIIe siècle.

Côte : forte pente, flanc d'une montagne ou d'une colline.

L'élargissement sémantique à la géographie est apparu au XIIe siècle dans les langues romanes.

## Histoire
Les traces de la période préhistorique sont rares : quelques outils taillés découverts dans la région. Cependant, le village existait déjà à la période romaine, portant alors le nom de Clareium ad Rupem, la voie romaine allant de Lyon à Trèves passant à proximité.
Ce village, où le roi était seigneur haut justicier, et qui comptait également trois autres seigneurs, est mentionné dans un titre du 13 mai 1588, par lequel les habitants de Clérey, autrefois appelé Clairey-la-Côte, constituèrent à Jean, comte de Salm, et à ses successeurs seigneurs de Ruppes, une rente annuelle d’un bichet d’avoine par conduit, en reconnaissance du droit de bourgeoisie que le comte leur avait accordé.
Malgré sa faible population, ce village, autrefois nommé Clairey-la-Côte, avait deux châteaux dont des vestiges sont encore visibles rue du Bois et au-dessus de l’église. Deux seigneurs régnaient encore à la veille de la Révolution, M. de Cholet de Saint-Martin et le baron de Saint-Amand.
Grâce à sa situation particulière, le village a été épargné lors de la guerre de Trente Ans alors que les villages voisins en ont beaucoup souffert, le village de Moncourt qui se situe à proximité a été totalement détruit.
Une épidémie de choléra a fait de nombreuses victimes qui ont été entassées dans un trou muré dans la forêt encore visible aujourd’hui.
La production d’un vin bien apprécié (clairet) était la principale activité du village, grâce à ses coteaux exposés plein sud, avec une production de 500 hl pour 25 hectares de vignes en 1889, une rue porte même le nom d’un vigneron (Tysopin).
Mais au début du XXe siècle, les vignes furent abandonnées à la suite de la crise du phylloxera et à la concurrence des vins bon marché du sud. Certaines descentes de caves de maisons anciennes témoignent encore de ce passé viticole.
Les Allemands arrivèrent les 19 et 20 juin 1940 de la Meuse par la route de Sauvigny, à noter qu’une femme accoucha ce jour avec l’aide d’un médecin allemand. Les soldats furent peu présents dans le village pendant la guerre.
Aujourd’hui subsiste un bouilleur de cru très réputé dans la région : Georges Fresnais, également ancien maire du village.
La tempête de 1999 fit de lourds dégâts dans la forêt.
Le maire, Jean-Louis Schmit (décédé en cours de mandat en 2003), fit venir des bûcherons suédois et fut décoré dans l’Ordre du Mérite agricole.
Quelques dates
- 1763 : construction de l’église avec saint Matthieu pour patron
- 1869 : les habitants se cotisent pour construire un beffroi et achètent les cloches
- 1821 : construction du lavoir
- 1851 : construction de la mairie/école

## Politique et administration

### Budget et fiscalité 2023

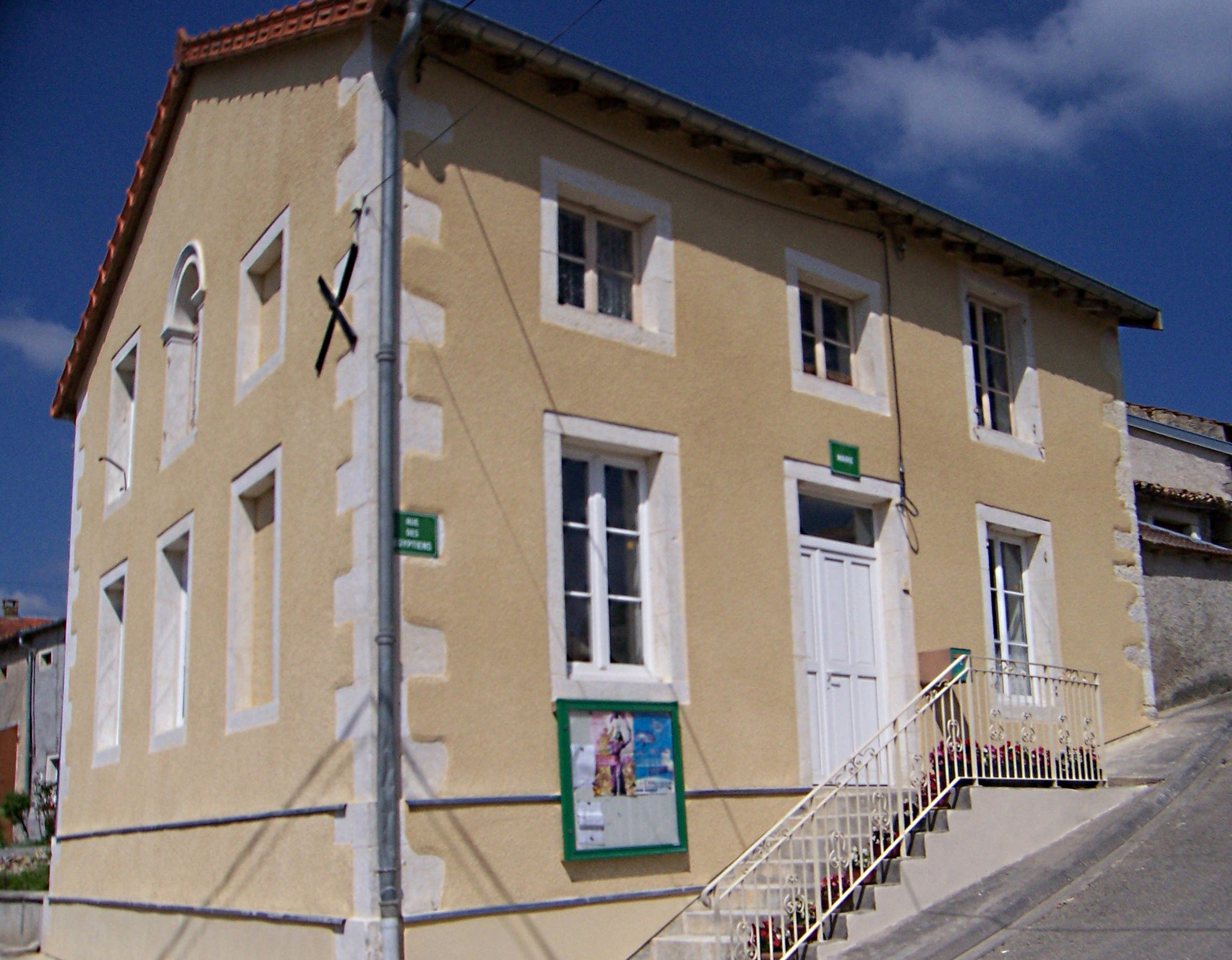
La mairie.

En 2023, le budget de la commune était constitué ainsi :
- total des produits de fonctionnement : 54 000 €, soit 1 686 € par habitant ;
- total des charges de fonctionnement : 28 000 €, soit 880 € par habitant ;
- total des ressources d'investissement : 12 000 €, soit 381 € par habitant ;
- total des emplois d'investissement : 22 000 €, soit 693 € par habitant ;
- endettement : 0 €, soit 0 € par habitant.

Avec les taux de fiscalité suivants :
- taxe d'habitation : 9,00 % ;
- taxe foncière sur les propriétés bâties : 34,55 % ;
- taxe foncière sur les propriétés non bâties : 11,00 % ;
- taxe additionnelle à la taxe foncière sur les propriétés non bâties : 0,00 % ;
- cotisation foncière des entreprises : 0,00 %.

Chiffres clés Revenus et pauvreté des ménages en 2021 : médiane en 2021 du revenu disponible, par unité de consommation.

### Liste des maires
| Période                                  | Période                       | Identité                     | Étiquette | Qualité                   |
| ---------------------------------------- | ----------------------------- | ---------------------------- | --------- | ------------------------- |
| Les données manquantes sont à compléter. |                               |                              |           |                           |
|                                          |                               | Georges Fresnais (1930-2019) |           | Agriculteur               |
|                                          | 2003                          | Jean-Louis Schmit            |           | Décédé en cours de mandat |
| 2003                                     | En cours (au 18 février 2015) | Daniel Fresnais              |           | Agriculteur               |

### Intercommunalité
Commune membre de la communauté de communes des Côtes et de la Ruppe dont la mairie de Clérey est le siège.

## Population et société

### Démographie

#### Évolution démographique
L'évolution du nombre d'habitants est connue à travers les recensements de la population effectués dans la commune depuis 1793. Pour les communes de moins de 10 000 habitants, une enquête de recensement portant sur toute la population est réalisée tous les cinq ans, les populations de référence des années intermédiaires étant quant à elles estimées par interpolation ou extrapolation. Pour la commune, le premier recensement exhaustif entrant dans le cadre du nouveau dispositif a été réalisé en 2007.

En 2022, la commune comptait 27 habitants, en évolution de −15,62 % par rapport à 2016 (Vosges : −2,96 %, France hors Mayotte : +2,11 %).
| 1793 | 1800 | 1806 | 1821 | 1831 | 1836 | 1841 | 1846 | 1856 |
| ---- | ---- | ---- | ---- | ---- | ---- | ---- | ---- | ---- |
| 189  | 210  | 208  | 214  | 216  | 213  | 215  | 188  | 194  |

| 1861 | 1866 | 1876 | 1881 | 1886 | 1891 | 1896 | 1901 | 1906 |
| ---- | ---- | ---- | ---- | ---- | ---- | ---- | ---- | ---- |
| 178  | 167  | 132  | 120  | 127  | 121  | 131  | 119  | 105  |

| 1911 | 1921 | 1926 | 1931 | 1936 | 1946 | 1954 | 1962 | 1968 |
| ---- | ---- | ---- | ---- | ---- | ---- | ---- | ---- | ---- |
| 86   | 71   | 77   | 72   | 73   | 68   | 78   | 71   | 72   |

| 1975 | 1982 | 1990 | 1999 | 2006 | 2007 | 2012 | 2017 | 2022 |
| ---- | ---- | ---- | ---- | ---- | ---- | ---- | ---- | ---- |
| 68   | 66   | 56   | 45   | 39   | 38   | 33   | 32   | 27   |

### Enseignement
Établissements d'enseignements :
- Écoles maternelles et primaires à Martigny-les-Gerbonvaux, Maxey-sur-Meuse, Vannes-le-Châtel, Domrémy-la-Pucelle, Soulosse-sous-Saint-Élophe, Maxey-sur-Vaise.
- Collèges à Colombey-les-Belles, Neufchâteau, Vaucouleurs, Gondrecourt-le-Château.
- Lycées à Neufchâteau, Toul.

### Santé
Professionnels et établissements d'enseignements :
- Médecins à Sauvigny, Allamps, Coussey, Colombey-les-Belles, Blénod-lès-Toul, Vaucouleurs.
- Pharmacies à Coussey, Colombey-les-Belles, Blénod-lès-Toul, Vaucouleurs, Neufchâteau, Vicherey, Gondrecourt-le-Château, Châtenois.
- Hôpitaux à Neufchâteau, Dommartin-lès-Toul, Toul, Neuves-Maisons, Commercy, Mirecourt.

### Cultes
- Culte catholique, Paroisse Sainte-Jeanne-d'Arc-et-Saint-Elophe[32], Diocèse de Saint-Dié.

## Économie

### Entreprises et commerces

#### Commerces
- Commerces et services de proximité[33].

## Culture locale et patrimoine

### Lieux et monuments

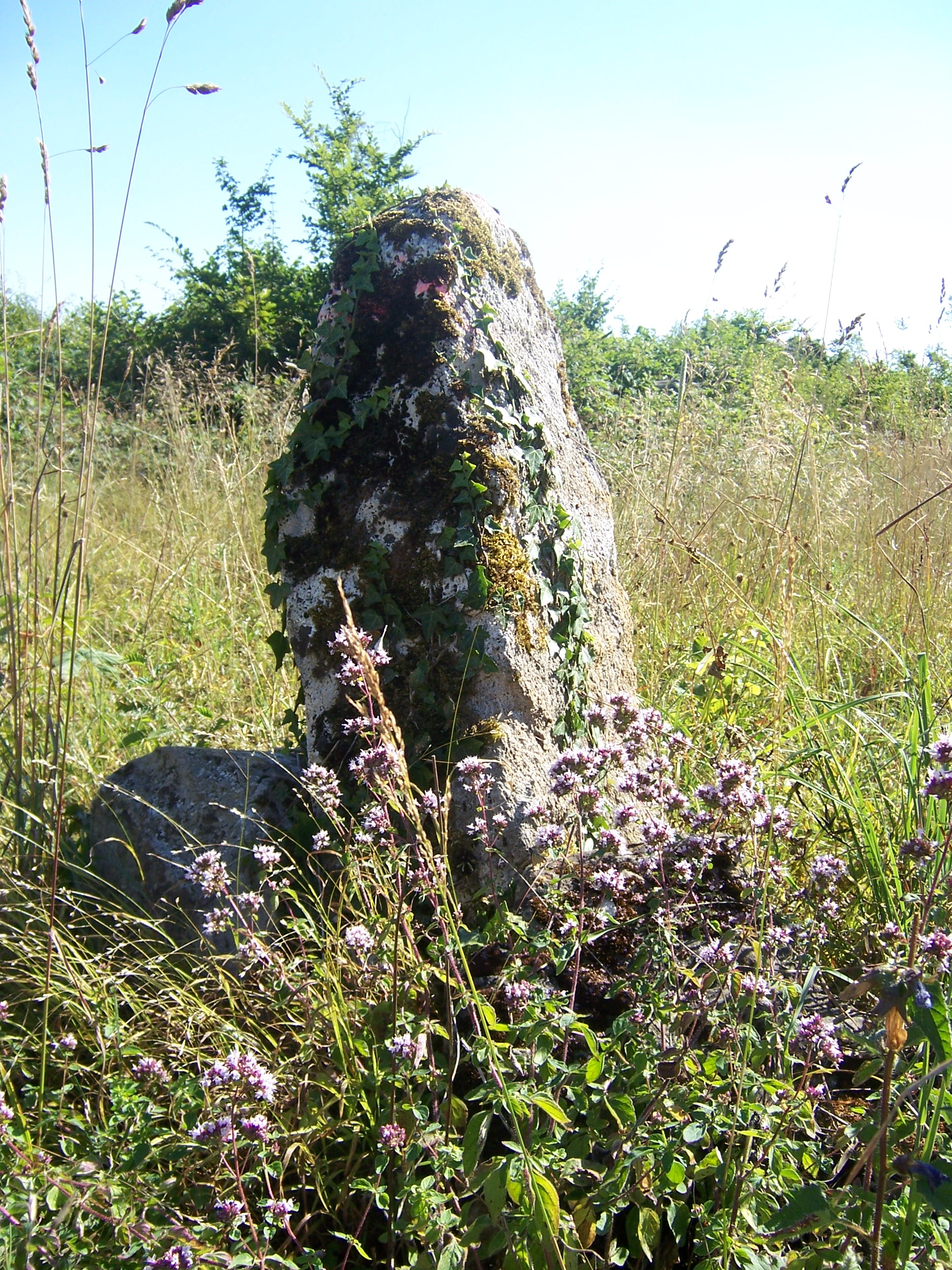
Site des 3 bornes.
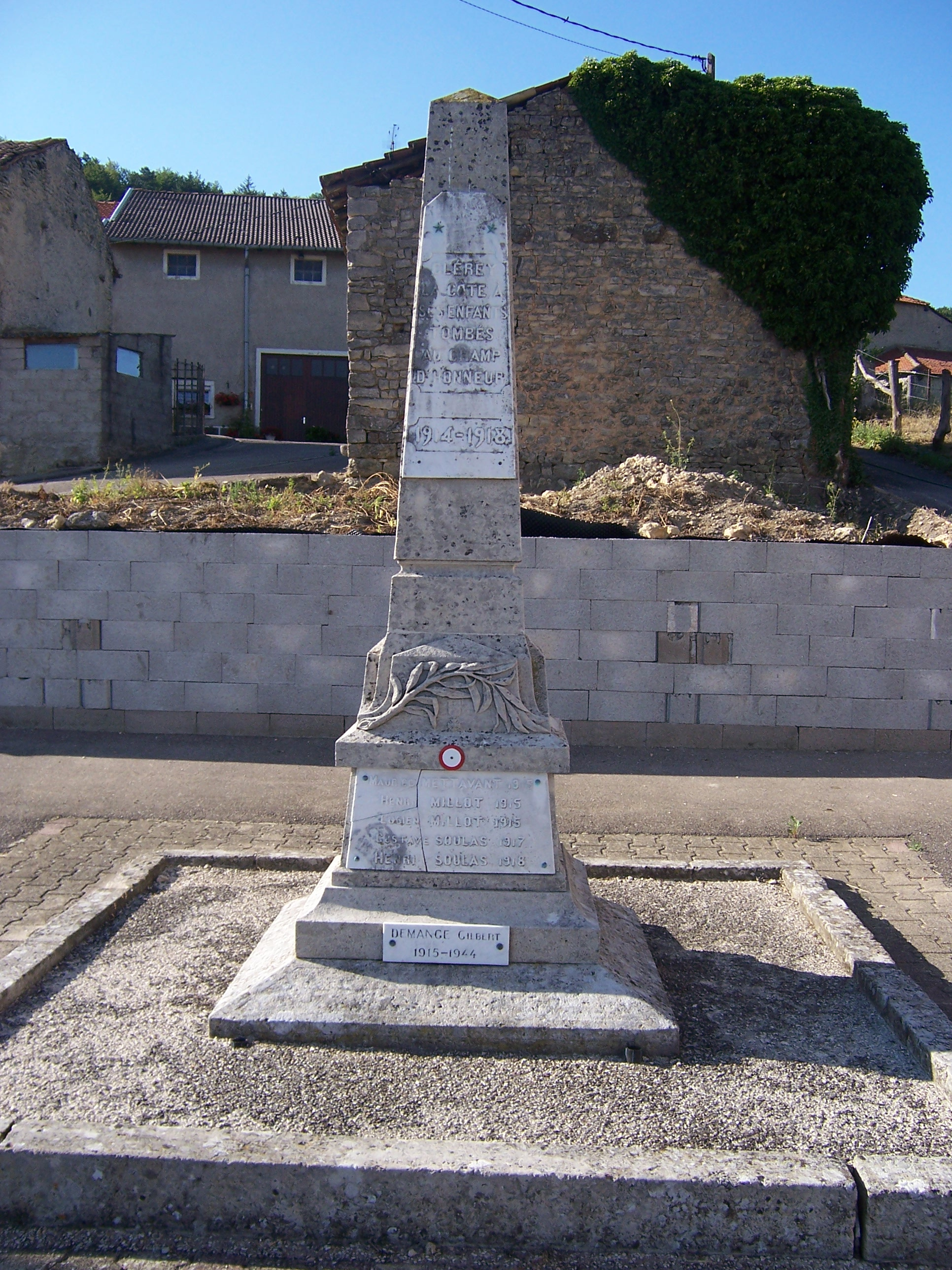
Monument aux morts.
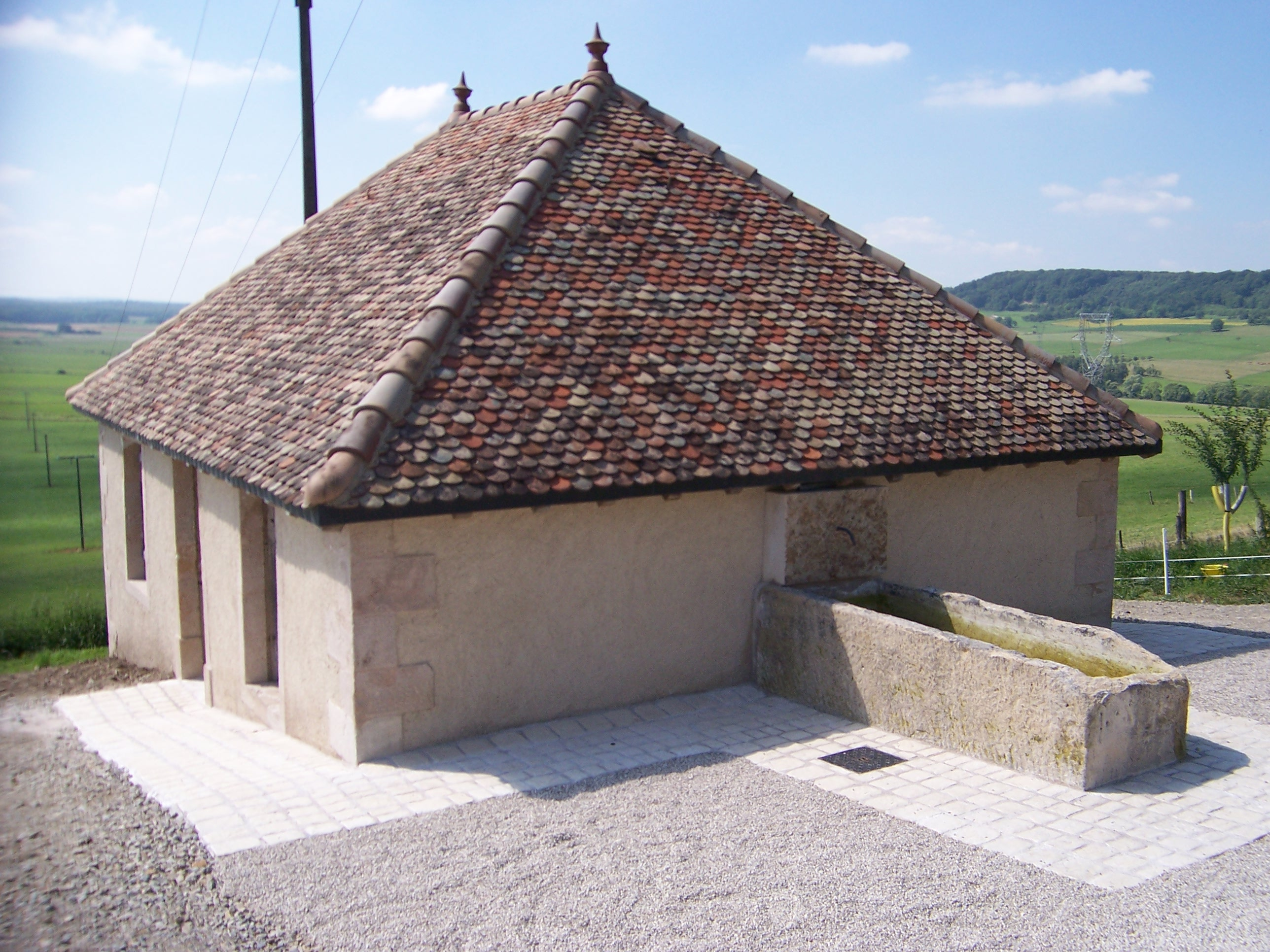
Le lavoir.
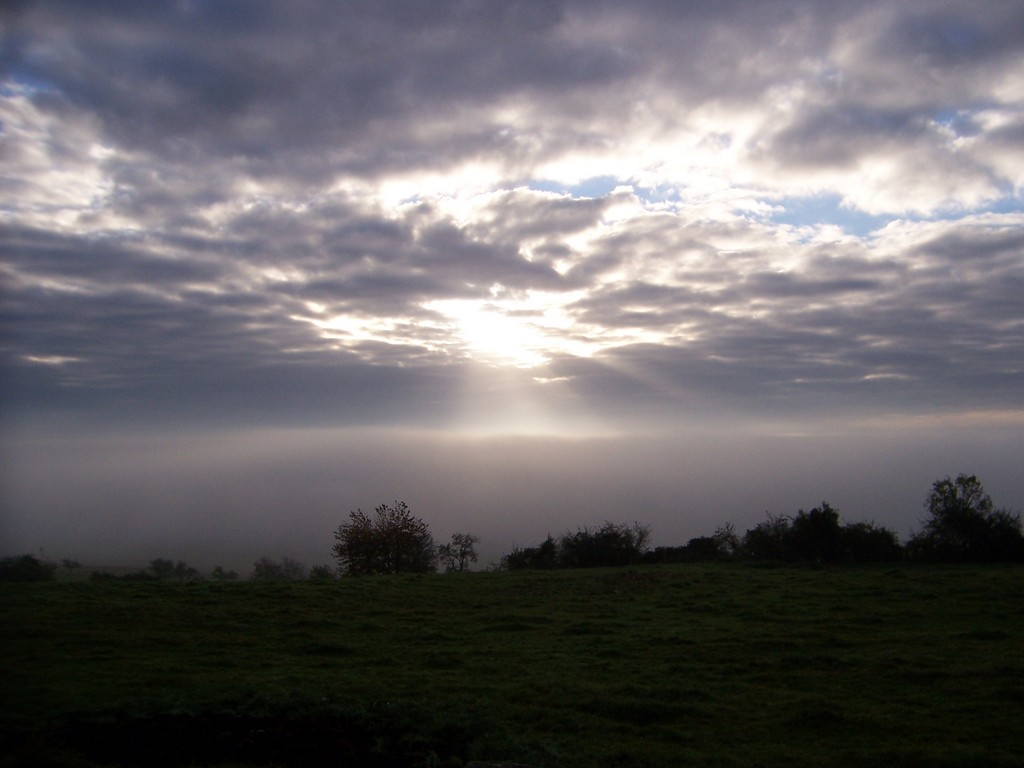
Vue.

Le village se trouve à l’intersection des départements des Vosges, de la Meuse et de Meurthe-et-Moselle, c’est à cet endroit précisément que se trouve le Site des 3 bornes, composée des bornes de chacun des départements.
L’église a été construite en 1763 avec pour patron saint Matthieu.

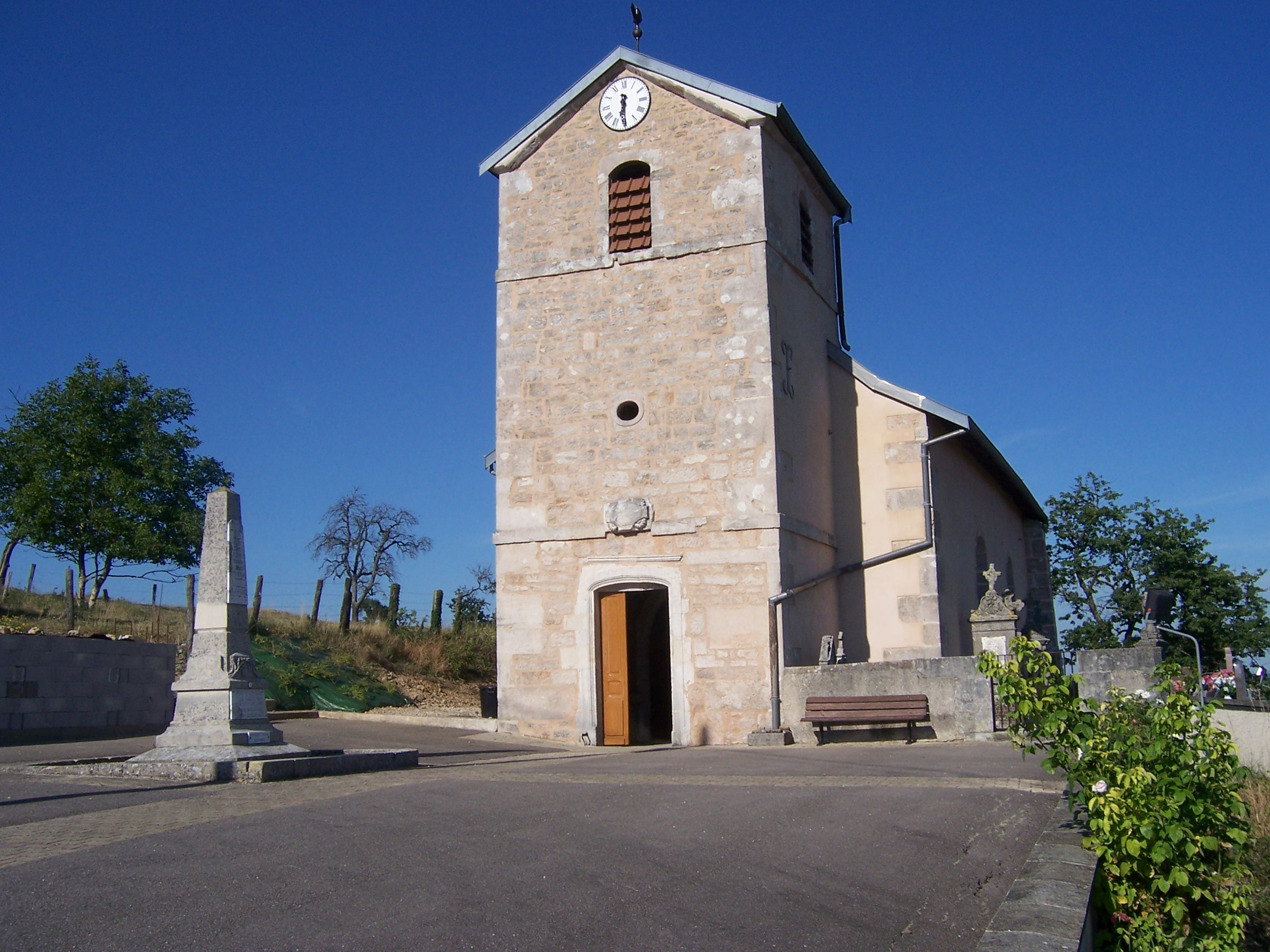
L'église.

Patrimoine mobilier :
statue : Vierge à l'Enfant.
statue : Saint Matthieu.
statue : Saint Sébastien.
statue : Christ en croix.
meuble de sacristie.
bancs de fidèles (bancs de la nef).
dalle funéraire de Didier Vollan.
plaque funéraire de Catherine de Monteval (inscription funéraire).
plaque funéraire de Jeanne Le Camus de Courcelles (inscription funéraire).

En 1869, les habitants se cotisent pour construire un beffroi et achètent les cloches.
La place de l’église comprend également le cimetière et le monument aux morts,. 
La fontaine, le lavoir puis la mairie ont été rénovés récemment.

#### Moncourt
Près du village se situait l’ancienne localité de Moncourt, détruite lors de la guerre de Trente Ans et dont il ne subsiste aujourd’hui que la chapelle datant du XIIIe siècle.
Bien que située en Meuse sur le territoire de Sauvigny, la chapelle de Moncourt fut achetée par les habitants de Clérey-la-Côte comme bien national. Ce lieu de culte fut la demeure de nombreux ermites.
Cette chapelle dédiée à saint Gibrien était le centre d’un pèlerinage. Saint Gibrien ou saint Gibrien de Coolus, étant invoqué par ceux qui ont perdu un membre ou qui sont coupables d’insouciance religieuse.
La source qui y coule aurait des vertus contre les maladies intestinales, elle est au centre de nombreuses croyances : par exemple, si on posait un vêtement horizontalement sur la fontaine et qu’il tombait au fond, la guérison était assurée.
De nombreuses tombes mérovingiennes sembleraient se situer autour mais aucune fouille n’a été effectuée à ce jour.

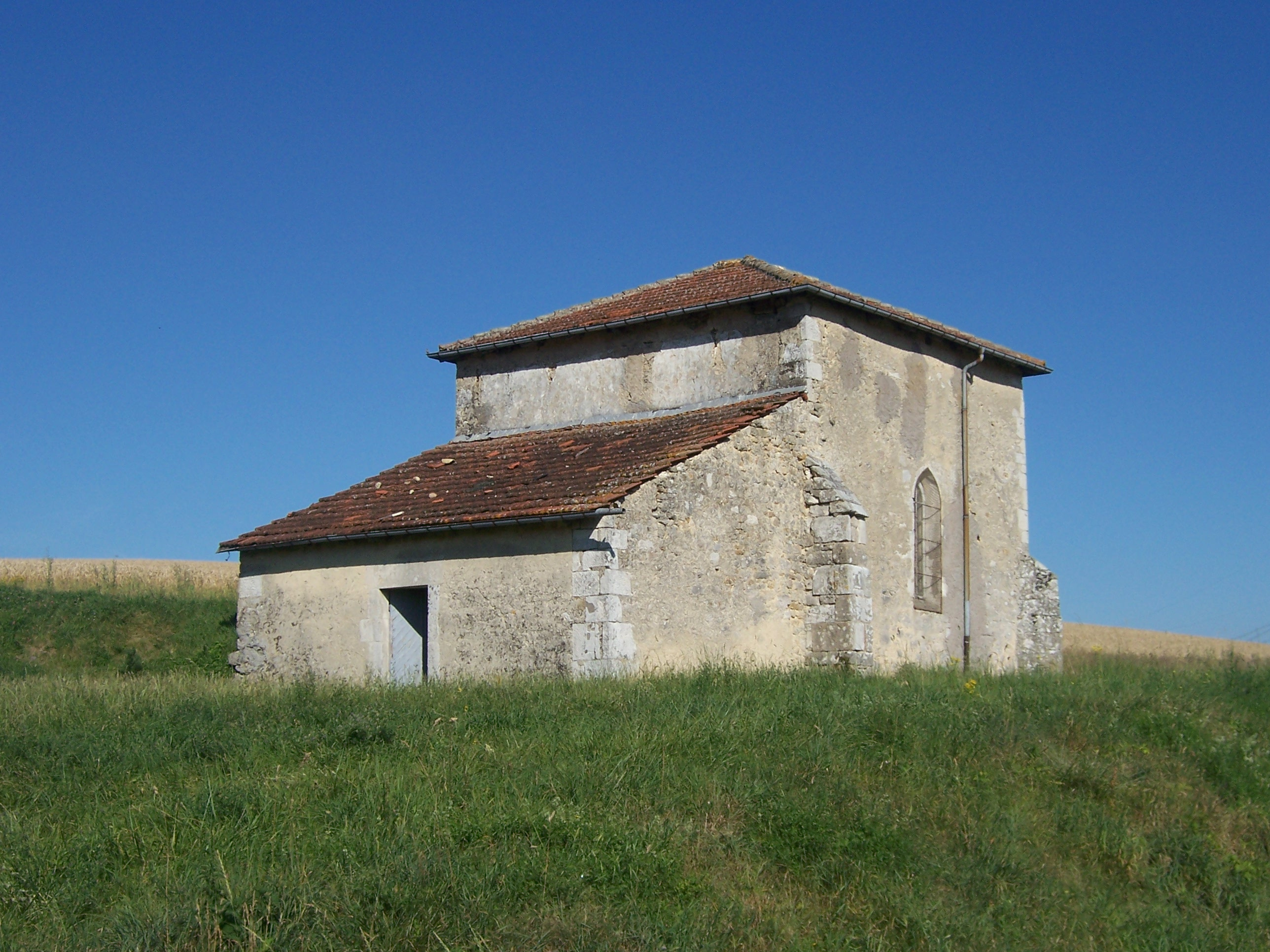
La chapelle de Moncourt.
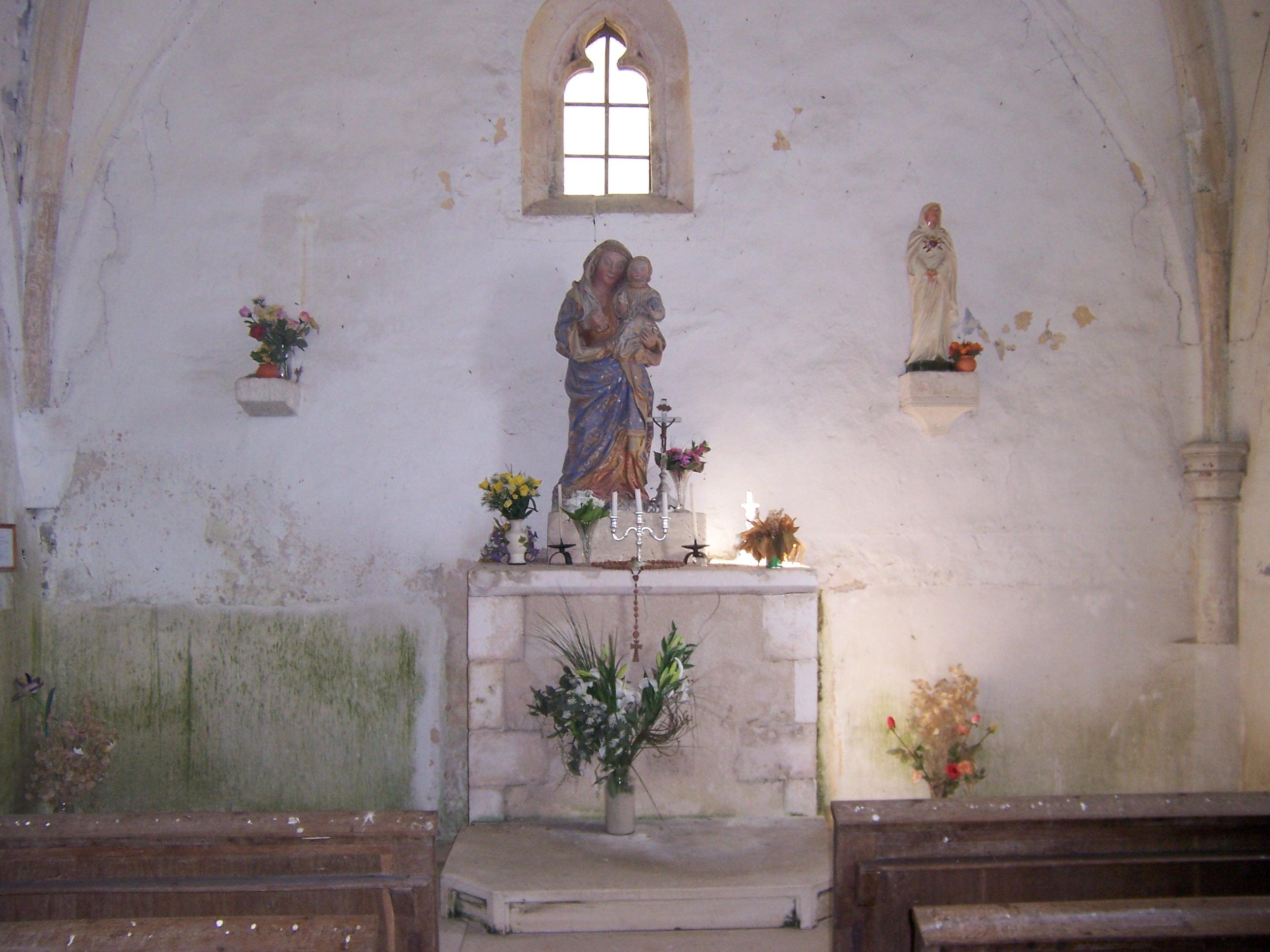
L'intérieur de la chapelle.

### Personnalités liées à la commune
- Gabriel Mengin, Médaillé de Sainte-Hélène[49].

## Pour approfondir